# Óbuda-Universität
Die Óbuda-Universität (ungarisch: Óbudai Egyetem, lateinisch: Universitas Budensis) ist eine staatliche technische Universität in Ungarn. Ihr Sitz und Hauptcampus befinden sich in der Stadt Budapest.
Vorläufer der heutigen Hochschule war eine 1410 begründete Universität.
2000 erfolgte die Gründung als Budapest Tech (ungarisch: Budapesti Műszaki Főiskola) mit der Fusionierung der drei polytechnischen Hochschulen Bánki Donát Műszaki Főiskola, Kandó Kálmán Műszaki Főiskola  und Könnyűipari Főiskola. Seit 2010 firmiert die Hochschule als Óbuda Universität, benannt nach einem Stadtteil von Budapest.